# Berceuse
Berceuse (frz.) bedeutet Wiegenlied. Vornehmlich in der Instrumentalmusik des 19. Jahrhunderts entwickelte sich die Berceuse zu einer eigenständigen Musikform, die vom Naturell her träumerisch und ruhig ist und daher dem Nocturne ähnelt. Diese Musikform wurde von Komponisten wie Frédéric Chopin (Berceuse), Maurice Ravel (Berceuse sur le nom de Fauré), Claude Debussy (Berceuse héroïque), Isaac Albéniz, Ferruccio Busoni (Berceuse élégiaque) oder Pjotr Iljitsch Tschaikowski umgesetzt. 
Aber auch die – melodisch einfach konzipierten – „echten“ Wiegenlieder, die den Kindern vor dem Einschlafen vorgesungen wurden, fanden Eingang in die Instrumentalmusik. Frédéric Chopin bediente sich im Mittelteil seines Scherzos (op. 20 in h-Moll) des polnischen Wiegenliedes Lulajże, Jezuniu, lulaj, że lulaj (‚Schlaf, kleiner Jesus, schlaf‘). Auch das erste Thema des 2. Satzes des Klavierkonzerts Nr. 1 in b-Moll (op. 23) Pjotr Iljitsch Tschaikowskis basiert auf einem (russischen) Wiegenlied.
Aus der Feder von Johannes Brahms stammt eines der berühmtesten deutschen Wiegenlieder – Guten Abend, gut’ Nacht auf einen Text aus der Volkstextsammlung Des Knaben Wunderhorn. Hier ist ein Kunstlied zum echten Volkslied geworden. 